# Lover Boy
Lover Boy war in den frühen 1980er-Jahren ein nicht jugendfreier Arcade-Automat, der in Deutschland zu erheblichen Diskussionen führte und schließlich von der ASK Automaten-Selbst-Kontrolle komplett aufgekauft wurde.
Die ASK gab daraufhin bekannt, alle auf dem Markt befindlichen Platinen vernichtet zu haben. Dennoch konnte mittlerweile aus einer gefundenen Platine eine Version für den Automaten-Emulator M.A.M.E. erstellt und veröffentlicht werden. Inhalt des Pac-Man-ähnlichen Spiels war es, verschiedene Frauen in einem Labyrinth zu fangen. Die daraufhin erscheinenden – nicht jugendfreien – Szenen führten zu einer parlamentarischen Anfrage im Deutschen Bundestag. In den Medien wurde Lover Boy als Vergewaltigungsspiel dargestellt. 
Die Freiwillige Automaten-Selbst-Kontrolle (ASK) wurde 1982 gegründet, was auf den Lover-Boy-Automaten zurückzuführen ist.
Das Copyright wird im Spiel selbst mit 1983 angegeben, wobei zumindest einzelne Platinen (oder Prototypen) eher erhältlich gewesen sein müssen.

## Einzelnachweis
1. ↑   Automaten-Selbstkontrolle, Gründung der ASK, http://www.automaten-selbstkontrolle.de/frames.htm (zuletzt aufgerufen am 30. Januar 2008).